# Pawel Pawlowitsch Gagarin

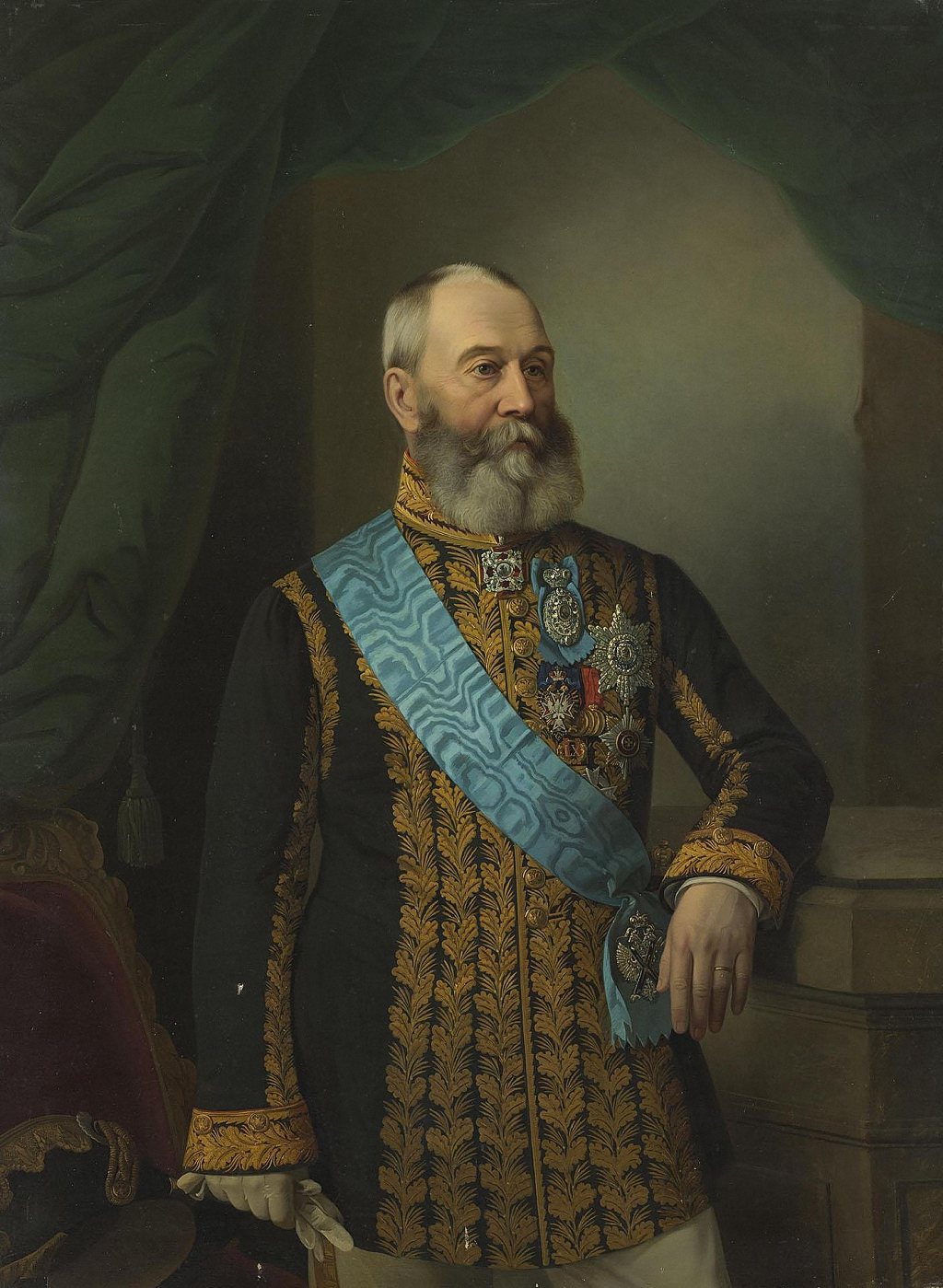
Pawel Pawlowitsch Gagarin

Fürst Pawel Pawlowitsch Gagarin (russisch Па́вел Па́влович Гага́рин; * 15. März 1789 in Moskau; † 4. März 1872 in Sankt Petersburg) war ein russischer Politiker, Wirklicher Geheimrat, Vorsitzender des Ministerkomitees und Vizepräsident des Reichsrates.

## Leben
Er war Angehöriger des russischen Hochadelsgeschlechtes Gagarin. Sein Vater war Fürst Pawel Sergejewitsch Gagarin und sein Großvater Fürst Sergei Wassiljewitsch Gagarin. Pawel Pawlowitsch Gagarin bekleidete die Ämter des Staatssekretärs und Wirklichen Geheimrates. 1858 wurde er Mitglied des Komitees zur Aufhebung der Leibeigenschaft. 1864 wurde er in das Präsidium des Reichsrates berufen und erhielt einen Sitz im Ministerkomitee, den er 1865 an Großfürst Konstantin Nikolajewitsch Romanow abgab. Zuletzt stand er als Vizepräsident dem Reichsrat vor. Pawel Pawlowitsch Gagarin starb am 4. März 1872 in Sankt Petersburg und fand seine letzte Ruhestätte auf dem Nowodewitschi-Friedhof. Er war mit Marija Grigorjewna Gagarina verheiratet und Vater von Fürst Sergei Pawlowitsch Gagarin. 

## Auszeichnungen
- Orden des Heiligen Andreas des Erstberufenen
- Kaiserlich-Königlicher Orden vom Weißen Adler